# Dalton Enokpa
Dalton Enokpa (5 oktober 2002) is een Frans-Kameroens voetballer die als aanvaller voor FC Eindhoven speelde.

## Carrière
Dalton Enokpa speelde in de jeugd van Lille OSC en USL Dunkerque, waar hij ook in het tweede elftal speelde. In 2022 kwam hij bij FC Eindhoven terecht. Hij debuteerde in het betaald voetbal op 5 augustus 2022, in de met 1-3 gewonnen uitwedstrijd tegen FC Den Bosch. Hij begon in de basisopstelling en werd in de 55e minuut vervangen door Tibo Persyn. Enokpa speelde in totaal zes wedstrijden voor Eindhoven, vooral invalbeurten. In het laatste deel van het seizoen ontbrak hij vanwege privéomstandigheden. Na een stage kwam hij in 2023 bij het Spaanse Antequera CF terecht. Deze club verhuurde hem na een half jaar aan CA Antoniano.

### Statistieken
| Seizoen                     | Club           | Land           | Competitie         | Competitie | Competitie | Beker | Beker | Totaal | Totaal |
| Seizoen                     | Club           | Land           | Competitie         | Wed.       | Dlp.       | Wed.  | Dlp.  | Wed.   | Dlp.   |
| --------------------------- | -------------- | -------------- | ------------------ | ---------- | ---------- | ----- | ----- | ------ | ------ |
| 2022/23                     | FC Eindhoven   | Nederland      | Eerste divisie     | 6          | 0          | 0     | 0     | 6      | 0      |
| 2023/24                     | Antequera CF   | Spanje         | Primera Federación | 12         | 0          | 1     | 0     | 13     | 0      |
| 2023/24                     | → CA Antoniano | Spanje         | Segunda Fed.       | 5          | 0          | 0     | 0     | 5      | 0      |
| Carrièretotaal              | Carrièretotaal | Carrièretotaal | Carrièretotaal     | 23         | 0          | 1     | 0     | 24     | 0      |
| Bijgewerkt op 29 april 2024 |                |                |                    |            |            |       |       |        |        |